# Яковлевка (Сарактаський район)
Я́ковлевка (рос. Яковлевка) — село у складі Сарактаського району Оренбурзької області, Росія.

## Населення
Населення — 183 особи (2010; 219 у 2002).
Національний склад (станом на 2002 рік):
- росіяни — 82 %